# Lake Barrington, Illinois
Lake Barrington là một làng thuộc quận Lake, tiểu bang Illinois, Hoa Kỳ. Năm 2010, dân số của làng này là 4973 người.

## Dân số
Dân số qua các năm:
- Năm 2000: 4757 người.
- Năm 2010: 4973 người.